# Người Bảo An
Người Bảo An (chữ Hán: 保安族; âm địa phương [bɵ:ŋɑn]), còn gọi là Bonan hay Bao'an, là một dân tộc thiểu số sống ở các tỉnh Cam Túc và Thanh Hải thuộc tây bắc Trung Quốc. Dân số khoảng 12.000, xếp thứ bảy tính từ dưới trong 56 dân tộc được Cộng hòa nhân dân Trung Hoa chính thức công nhận.

## Ngôn ngữ
Người Bảo-an nói một thứ tiếng thuộc nhóm ngôn ngữ Mông Cổ (thuộc hệ Altai). Họ được coi là hậu duệ của những người lính Mông Cổ theo đạo Hồi đã từng dừng chân tại Thanh Hải trong triều đại nhà Thanh và nhà Minh và đã định cư tại Cam Túc trong thời kỳ trị vì của hoàng đế Đồng Trị (1862-1874).

## Tôn giáo
Phần lớn người Bảo-an theo đạo Hồi.